# Johanna Sibelius
Johanna Sibelius (* 10. Februar 1913 in Berlin; † 8. März 1970 in Starnberg; gebürtig Sibylle Freybe) war eine deutsche Drehbuchautorin und Schriftstellerin.

## Leben
Sie war die Schwester der Schriftstellerin Heidi Huberta Freybe (Künstlernamen: Katrin Holland, Martha Albrand) und der Schauspielerin Jutta Freybe.
Sibylle Freybe begann als 16-jähriges Mädchen eine Bildhauerlehre an der Berliner Kunstakademie bei Otto Hitzberger und verlegte sich mit 18 auf die Romanschriftstellerei. Ab 1938 verfasste Johanna Sibelius eigenständig Drehbücher. 1939 schrieb sie das Drehbuch zu dem Film Kongo-Express, nach einem ihrer Romane. Es folgten 43 weitere Filmmanuskripte.
Im Jahr 1931 heiratete Freybe den Leiter der Roman-Abteilung des Ullstein-Verlages, Max Krell. Die Ehe wurde nach zwei Jahren geschieden. Aus der zweiten Ehe 1937 mit dem Filmdramaturgen Horst von der Heyde hatte sie zwei Kinder, Nils von der Heyde (1938) und Jorg von der Heyde (1941).
Am 9. August 1941 heiratete sie in Berlin den Schauspieler und Drehbuchautor Eberhard Keindorff. Ihr erstes Drehbuch nach dem Krieg war auch zugleich das für den ersten deutschen Nachkriegsfilm: Die Mörder sind unter uns unter der Regie von Wolfgang Staudte. Von 1949 an arbeitete sie regelmäßig mit Keindorff zusammen. Das Autorenpaar lebte nach dem Krieg in Berlin, Hamburg, Rottach-Egern und Dießen am Ammersee und lieferte zwei Jahrzehnte lang gutbürgerliche Unterhaltungsware, meist etwas breit angelegte Liebeskomödien oder auch Literaturadaptionen.

## Romane
- 1936: Komm wieder, Irene
- 1938: Eine Frau für Michael
- 1939: Kongo-Express
- 1947: Bastard (als Sibylle Freybe)
- 1947: Quell des Lebens (als Sibylle Freybe)
- 1947: Ein kleines Leben (als Sibylle Freybe)
- 1954: Geliebte, kleine Pamela

## Drehbücher
- 1939: Kongo-Express
- 1940: Der dunkle Punkt
- 1941: Der Strom
- 1941/43: Nacht ohne Abschied
- 1945: Am Abend nach der Oper
- 1946: Die Mörder sind unter uns
- 1950: Fünf unter Verdacht
- 1950: Frühlingsromanze
- 1950: Die Tat des anderen
- 1951: Gefangene Seele
- 1952: Klettermaxe
- 1952: Bis wir uns wiederseh’n
- 1952: Der träumende Mund
- 1953: Briefträger Müller
- 1953: Musik bei Nacht
- 1953: Wenn der weiße Flieder wieder blüht
- 1954: Männer im gefährlichen Alter
- 1954: Die sieben Kleider der Katrin
- 1954: … und ewig bleibt die Liebe
- 1955: Die heilige Lüge
- 1955: Ein Herz bleibt allein
- 1955: Ich war ein häßliches Mädchen
- 1956: Heute heiratet mein Mann
- 1957: Vater, unser bestes Stück
- 1957: Skandal in Ischl
- 1957: Meine schöne Mama
- 1958: Helden
- 1959: Whisky, Wodka, Wienerin (Rendezvous in Wien)
- 1959: Jacqueline
- 1960: Frau Warrens Gewerbe
- 1960: Geständnis einer Sechzehnjährigen
- 1961: Zu jung für die Liebe?
- 1961: Frau Cheneys Ende
- 1961: Julia, du bist zauberhaft
- 1962: Ich bin auch nur eine Frau
- 1963: Meine Tochter und ich
- 1964: Wartezimmer zum Jenseits
- 1964: Verdammt zur Sünde
- 1964: Unter Geiern
- 1965: Old Surehand 1. Teil
- 1965: Hokuspokus oder: Wie lasse ich meinen Mann verschwinden…?
- 1966: Lange Beine – lange Finger
- 1966: Liselotte von der Pfalz
- 1967: Die Heiden von Kummerow und ihre lustigen Streiche
- 1968: 24 Stunden aus dem Leben einer Frau (Vingt-quatre heures de la vie d’une femme)
- 1968: Morgens um sieben ist die Welt noch in Ordnung
- 1969: Heintje – Ein Herz geht auf Reisen
- 1969: Wenn süß das Mondlicht auf den Hügeln schläft